# Catana
La catana (刀 o かたな) és un sabre que a l'època feudal japonesa era el símbol de la casta dels samurais. Té una longitud de devers un metre, corbat i amb un sol tall. Se solia portar juntament amb el wakizashi, i junts formen el daisho.
Malgrat que a vegades s'anomena com a catana qualsevol espasa japonesa, el nom de catana es refereix a un tipus concret, diferent del tachi i d'altres classes. Normalment es duia a dins una funda (saia) que es passava pel costat esquer de l'obi, amb el tall cap amunt. Per desenfundar, s'agafa amb la mà dreta, mentre l'esquerra aguanta la saia per guanyar velocitat i precisió.
El tipus de catana més coneguda en l'actualitat és la coneguda com a Oda Nobunaga, en memòria al shogun creador d'aquest tipus de model, de fulla corbada i amb una llargada aproximada al metre.

## Origen i història

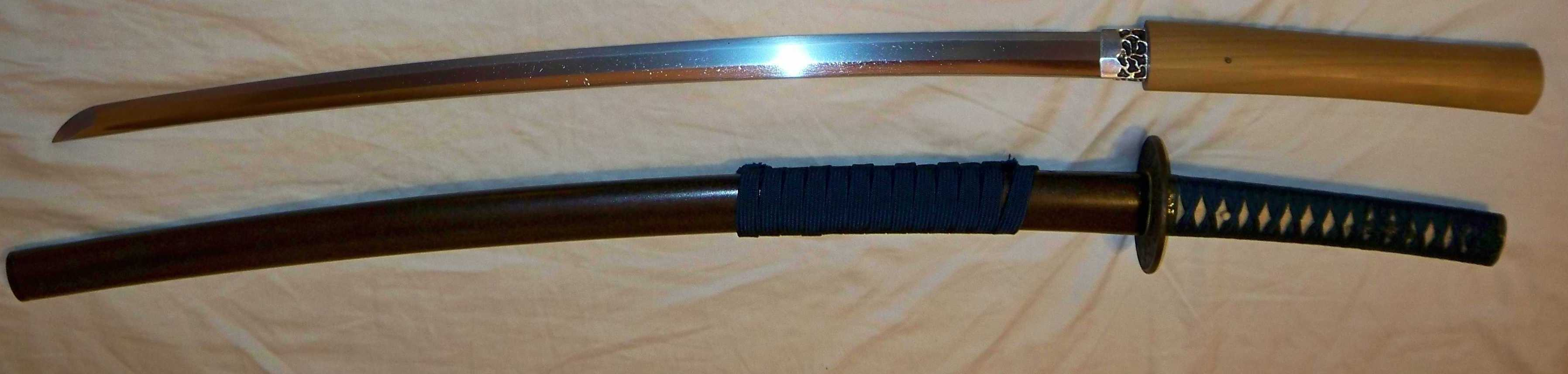
Catana

L'origen de la catana japonesa es remunta quan els xinesos de la dinastia Song van introduir al país una espasa anomenada «El desbudellador de cavalls» (斩马刀), nom donat, ja que era una arma que s'utilitzava en combat contra la cavalleria pesant per desbudellar el ventre dels cavall quan entraven en una envestida. Aquesta espasa més endavant va evolucionar a ser l'actual catana japonesa. Les espases catana més antigues daten del 700 dC i llavors se les denominava «chokuto» i les seves dimensions podien oscil·lar entre els 30 i els 90 cm. Eren mostra de l'important valor ritual de les armes per aquell temps (en el context d'una cultura panimista): probablement pertanyessin a aixovars funeraris de nobles o persones importants de la tribu. Paral·lelament, l'impacte de la cultura xinesa es fa notar en el procés evolutiu de l'espasa japonesa. Com a clar exemple, els termes xinesos jian (劍, 'espasa de doble tall') i dao (刀, 'espasa d'un sol tall'), serveixen de precedent semàntic i fonètic dels kanji japonesos 剣 (on'yomi: ken) i 刀 (on'yomi: tō). D'això sorgeix el terme catana, com a expressió del model estàndard d'espasa japonesa. Paral·lelament, comença a notar-se la influència de les cultures de Corea i la Xina, en els ornaments de les espases d'un sol tall. Aquesta influència s'intensificarà entre els segles v i vi dC, a causa dels constants conflictes militars entre el Japó i Corea.
Posteriorment, amb la propagació del budisme com a forma religiosa a les illes, arriba un canvi important: sorgeixen les espases de doble tall, rematades amb elements ornamentals, destacant una voluminosa decoració en les empunyadures. Això es convertirà en tònica general, deslligant un debat sobre l'aparatós i poc ergonòmic que resultava.
Poc després, l'aparició de l'espasa d'inconfusible estil japonès, es produeix una vegada l'Imperi aconsegueix la suficient estabilitat. En aquest moment, l'espasa ja havia cobrat molta importància com a arma de guerra, suficient perquè els mestres comencessin a desenvolupar una genuïna tècnica. En aquest context, se li atribueix a l'espaser Amakuni, la invenció de la catana, que serà de vital importància per a l'armament de l'època. És a partir de l'era Kamakura (des de mitjan segle xii) i, després d'un període d'inclements enfrontaments militars, quan podem parlar de la catana pròpiament aquesta. Es produeix, llavors, un gran ímpetu en la forja d'espases, atribuït a la iniciativa de l'emperador Go-toba, el qual va reunir en la seva cort diferents ferrers d'excepcionals habilitats. En aquest art, van a destacar una sèrie de determinades famílies i els denominats «tres fabricants mestres»: Masamune, Yoshihiro i Yoshimitsu.
Des d'aquest moment, la catana, ja consolidada com a exemple d'espasa estàndard japonesa, va a sofrir un procés de perfeccionament en les tècniques de forjat i temperat. Això és a causa de l'alta especialització dels mestres ferrers, els quals destacaran per la producció de fulles d'extraordinària qualitat. Això canvia a partir del segle xiv, quan el permanent clima de guerra civil provoca una progressiva deterioració de la tècnica ferrera: es comença a exigir un augment de la producció en detriment de la qualitat. Varia la longitud de les fulles i, per si no fos poc, el trasllat de la seu imperial (de Kyoto a Kamakura) acaba amb la secular tradició espasera.
La batalla de Sekigahara dona lloc a un període més tranquil, militarment parlant, però amb relatives tensions internes que propicien la degradació de l'art espaser. Denominada pels experts com a Etapa de les Espases novíssimes, es caracteritza per l'ús d'un extravagant sistema de temperat de la fulla, el resultat de la qual és una fulla més brillant, però de menor qualitat. Això reflecteix que l'espasa està ja destinada a uniformes o expositors de col·leccionistes i no, com altres, al camp de batalla.
En el segle xix, s'aprova un edicte imperial pel qual es prohibeix l'ús d'espases a tot guerrer, limitant el seu ús a les forces de seguretat i militars. Això va suposar un cop mortal per a una, ja ferida, indústria de la fabricació d'espases. Malgrat aquestes notables restriccions, la catana japonesa, segueix i seguirà sent un símbol para tots els japonesos en l'era contemporània.
El tipus de catana més difós en l'actualitat és el conegut com a Oda Nobunaga, en al·lusió al dàimio creador d'aquest model.

## Característiques

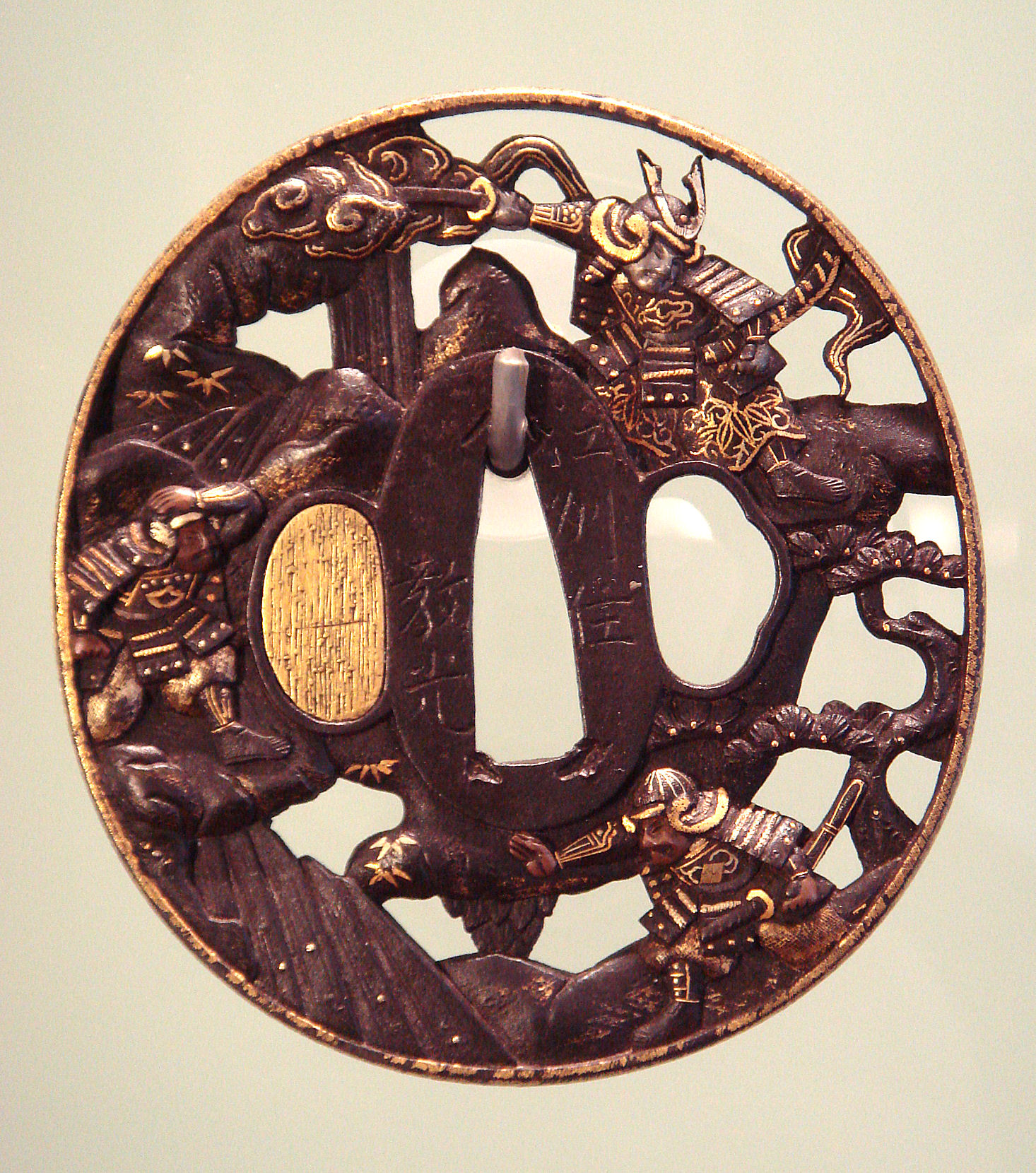
Tsuba

La catana té una única fulla i és una mica corbada. És una arma que està pensada més per tallar que no pas per fer una estocada. La curvatura dona a conèixer la necessitat d'obtenir un tall eficaç quan es controla sobre un cavall; la fulla recta tendeix a «encastar-se» en el moment del tall, mentre que la corba sempre fa un tall tangencial a la trajectòria de l'arma i amb ell evita que la catana quedi bloquejada.
La catana és utilitzada principalment per tallar i freqüentment és considerada una «guillotina de mà». Es desembeina amb el fil de la fulla cap amunt i es pot brandir amb una o les dues mans.
Tot i que l'art de la catana en el seu ús actual ha quedat quasi obsolet, en el kenjutsu («Tècniques de sabres») va donar origen a un gendai budō, un art marcial modern. Mentre que l'essència del seu maneig persisteix en el iaido (antigament iai jutsu), que és l'art de «desembeinar tallant» i kendo («Via del Sabre») que és l'art d'esgrimir una espasa de bambú coneguda com a shinai utilitzant com a protecció una màscara (Men) i una armadura (bogu). Les escoles originals del kenjutsu koryū encara existeixen i són practicades, com Niten Ichi Ryu, (Kashima Shintō Ryū, Kashima Shin Ryū, Katori Shintō Ryū).

## Anatomia de l'espasa japonesa

Diagrama d'una catana indicant el lloc de tots els components

- Hamon: línia diferencial del tremp de la fulla. Per exemple ondada en l'estil notare.
- Hi: Solc longitudinal en la fulla, utilitzat per alleugerir la peça. Una altra de les seves funcions és absorbir i repartir la tensió dels cops, evitant la deterioració o la torsió de la fulla.
- Iori-mune: tipus de nervi de la fulla sense rebaix.
- Kissaki: punta.
- Mei: signatura de l'armer, normalment al nakago.
- Mekugis: passadors que subjecten la tsuka (mànec) al nakago (espiga), solien ser de fusta de bambú.
- Mekugi-ana: forats per als passadors.
- Menuki: aplicacions metàl·liques ornamentals en els laterals del mànec.
- Moto-haba: amplada de la fulla.
- Moto-kasane: gruix de la fulla al habaki.
- Mune: contrafil.
- Nagasa: longitud.
- Nakago: espiga, part de la fulla que entra en l'empunyadura.
- Niké: rebaix del nervi.
- Saki-haba: amplària de la fulla al començament del kissaki.
- Samé: folre de la tsuka. Solia ser de pell de tauró o ratlla per evitar el lliscament del tsuka-ito.
- Saya: beina de la catana
- Sori: curvatura.
- Sugata: tipus de fulla.
- Tsuba: guarda, rodó. Part que separava la fulla del mànec. Solia decorar-se amb motius naturals.
- Tsuka: mànec.
- Tsuka-ito: corda del mànec.
- Yokote: línia que separa la punta de la resta de la fulla.

## Elaboració i tractament

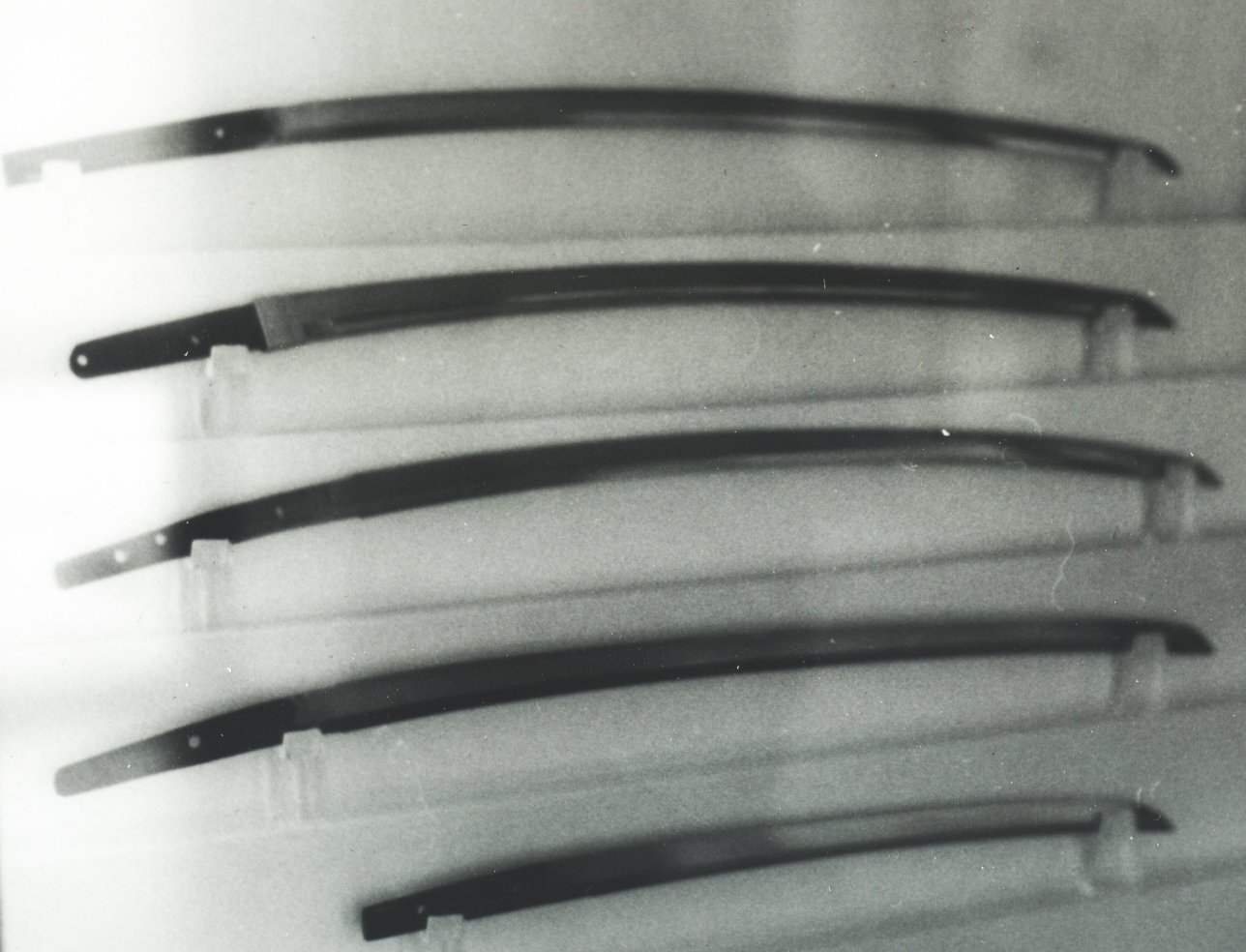
Fulles de catanes.

Les espases japoneses i unes altres armes tallants eren fabricades mitjançant un elaborat mètode d'escalfament reiterat, plegant i unint el metall. Aquesta pràctica es va originar a causa de l'ús de metalls altament impurs.
La curvatura distintiva de la catana es deu, en part, al tracte diferencial durant l'escalfament a què és sotmesa. Al contrari que gran part de les espases produïdes en altres llocs, els ferrers japonesos no endureixen el sabre complet; solament el costat que posseeix tall. El procés d'enduriment fa que la punta del sabre es contregui menys que l'acer sense tractar quan es refreda, cosa que ajuda al ferrer a establir la curvatura del sabre. La combinació d'un costat dur i un costat tenaç de la catana i d'altres sabres japonesos n'explica la resistència malgrat retenir un bon tall tallant.
Per ajudar a aprendre el maneig de la catana, existeix un tipus d'arma anomenada bokken, en forma de catana, però de fusta, l'aplicació de la qual serveix per perfeccionar el moviment de la catana sense perill de tall i així combatre en entrenaments.

### Procés d'elaboració

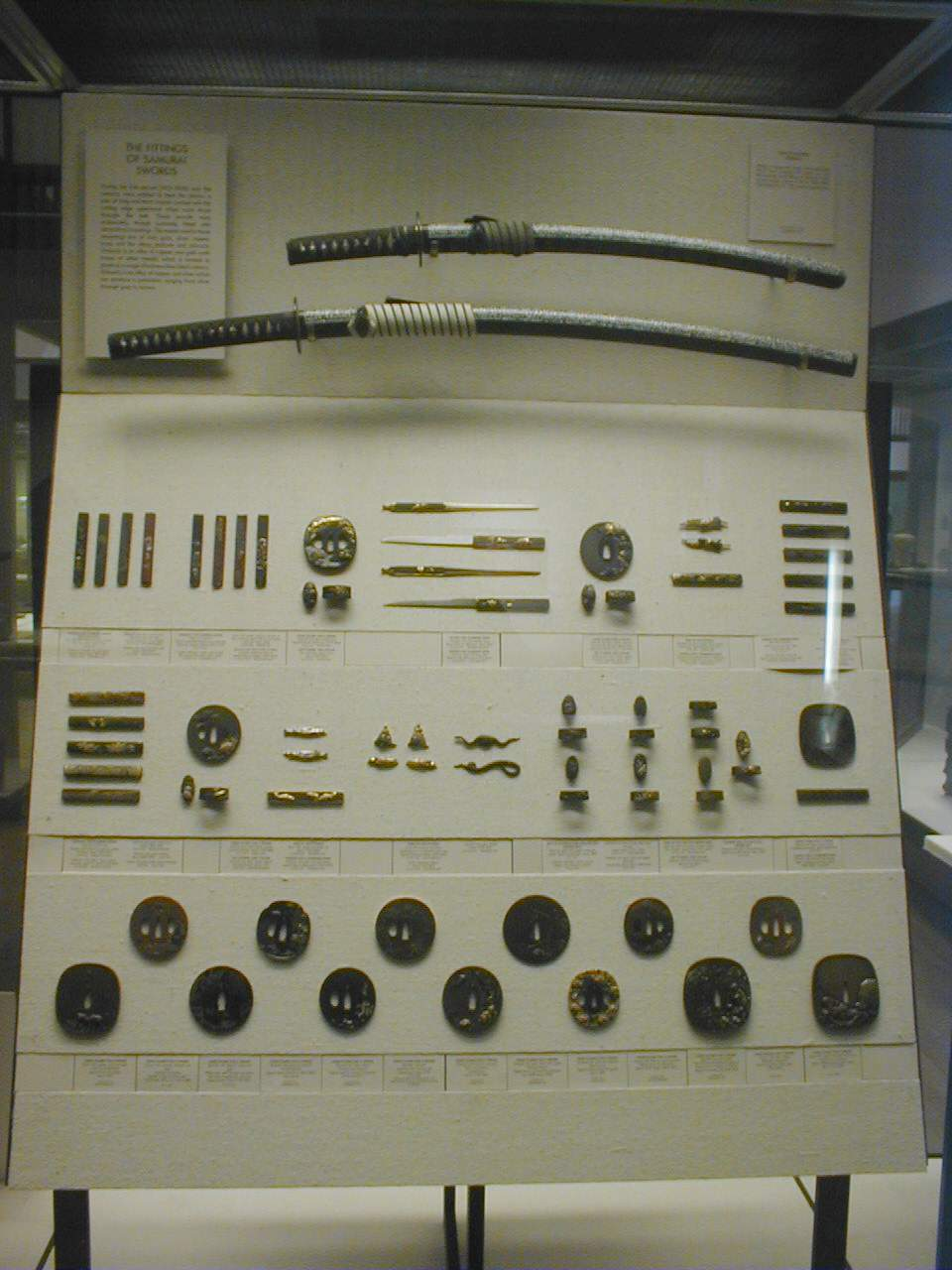
Mostra ensenyant l'evolució de la catana

L'acer usat avui dia per a la creació de catanes és l'AISI 1050, ja que és el més fàcil de treballar i en el qual s'aconsegueix una duresa òptima. Els antics japonesos feien ells mateixos l'acer, en un procés molt lent en el qual coïen en un forn tancat diferents capes de ferro, carbó i material orgànic durant més d'un mes. El ferro és l'element principal per elaborar una catana, aquest no és suficientment dur sent més difícil la resistència als cops i millorant els seus talls amb més facilitat, convertint-ho en acer per solucionar això.
La tasca del mestre fonedor era afegir al voltant d'un 0,7 % de contingut de carboni a l'acer per procedir a realitzar el procés de forja amb més facilitat.
En aquest procés, es realitzen els doblecs homogeneïtzant el contingut de carboni al llarg de tot el bloc, retirant impureses i escòria. Els successius doblecs incrementen en algun grau la resistència de l'acer, ja que el que s'aconsegueix és organitzar l'estructura interna de l'acer en fibres alineades tal com les fibres de la fusta.
L'acer de què està fet el nucli de la fulla és un acer de molt baix contingut de carboni, inferior al 0,15 %, amb el qual s'aconsegueixen estructures ferrítiques molt dúctils i tenaces.
Per fabricar el tall de la fulla, ha d'usar-se l'acer amb una continguda mitjana de 0,7 % de carboni. Per aconseguir aquest contingut, el tercer pas en el procés d'elaboració de la catana és el tremp.
El tremp és un procés pel qual s'escalfa el material de l'acer fins a una temperatura lleugerament superior a la subcrítica, al voltant de 900 a 950 °C, estant per sota de la temperatura de fusió (al voltant de 1.450 – 1.500 °C). Amb aquesta temperatura, l'estructura interna dels àtoms canvia; en refredar-se novament l'estructura, recupera la forma original però si es refreda ràpidament (cosa que s'aconsegueix en submergir en aigua) les estructures amb major contingut de carboni no recuperen l'estructura original i es transformarien en una estructura altament distorsionada que n'augmenta l'energia interna i, per tant, la duresa i resistència. Els mestres forjadors cobrien la fulla amb argila gruixuda en el costat del llom perquè durant el tremp aquesta part es refredés lentament i recuperés la seva longitud. A més no aconseguia recuperar la longitud original i és precisament la diferència de longitud entre el llom i el tall el que genera la corba característica de la catana.
El nucli, per tenir un contingut de carboni tan baix, no resulta afectat pel tremp, i man té la tenacitat. El temps de fabricar una fulla de catana, oscil·la entre un mes i un any.
Gràcies a la tecnologia actual, els forns s'escalfen molt ràpid i de manera uniforme, però antigament el simple fet d'elevar la temperatura d'un forn fins als 900 graus Celsius que necessita l'acer per formar-se, requeria un mes sencer d'alimentació contínua amb carbó.
L'acer que s'utilitzava (i ses continua utilitzant) és el tamahagane, el qual es trenca i amb els fragments es forma un maó rectangular, que s'embolica en paper d'arròs i argila líquida per evitar l'oxidació una vegada es comenci a escalfar. Quan s'obté la temperatura de caldeig es copeja perquè s'uneixi i formi un maó unit.
El maó és tornat a escalfar i es colpeja amb el martell (durant aquest procés i l'anterior, el ferrer que subjecta el bloc copeja amb un martell i és ajudat per un o dos ajudants que usen grans maces amb dues mans), fent-ho més fi i allargat. Quan ha aconseguit el doble de la seva longitud original es realitza una incisió just enmig i es doblega sobre si mateix fins a obtenir exactament el mateix maó original, però amb dues capes d'acer entre si.
Aquest mètode de doblegar l'acer sobre si mateix es repeteix com a mínim 12 vegades, obtenint un maó d'acer de la mateixa longitud de l'original, però amb una quantitat de capes (d'entre 256 i 4.096) d'acer unides entre si.
Aquest és el mètode que diferencia la forja de les catanes pel que fa al de les espases europees. Després s'eliminen les impureses de carbó, les bombolles d'aire i l'excés de carboni; i es reparteix el carboni homogèniament per tota la fulla, eliminant els punts febles.
Com més vegades es doblegui l'acer, millor és l'acer que s'obté. Les millors catanes tenen fins a 3.000. Durant aquest lent i laboriós procés l'acer es refreda ràpidament, de manera que ha de ser ficat en el forn contínuament per recuperar el punt de fusió i poder unir les dues parts, perdent-se carboni cada vegada que s'aconsegueix aquesta temperatura.
Així doncs, el maó que s'aconsegueix té una quantitat molt baixa de carboni (menys d'un 0,5 %) gràcies a aquest doblatge. Aquest acer és bastant flexible, la qual cosa serveix per absorbir cops i augmentar la durabilitat en combat, però és possible que no sigui prou dur per obtenir un bon tall. El tall d'una catana ha de ser molt dur, de manera que es recorre a la segona característica d'aquestes: utilitzar dos acers per a la mateixa fulla.

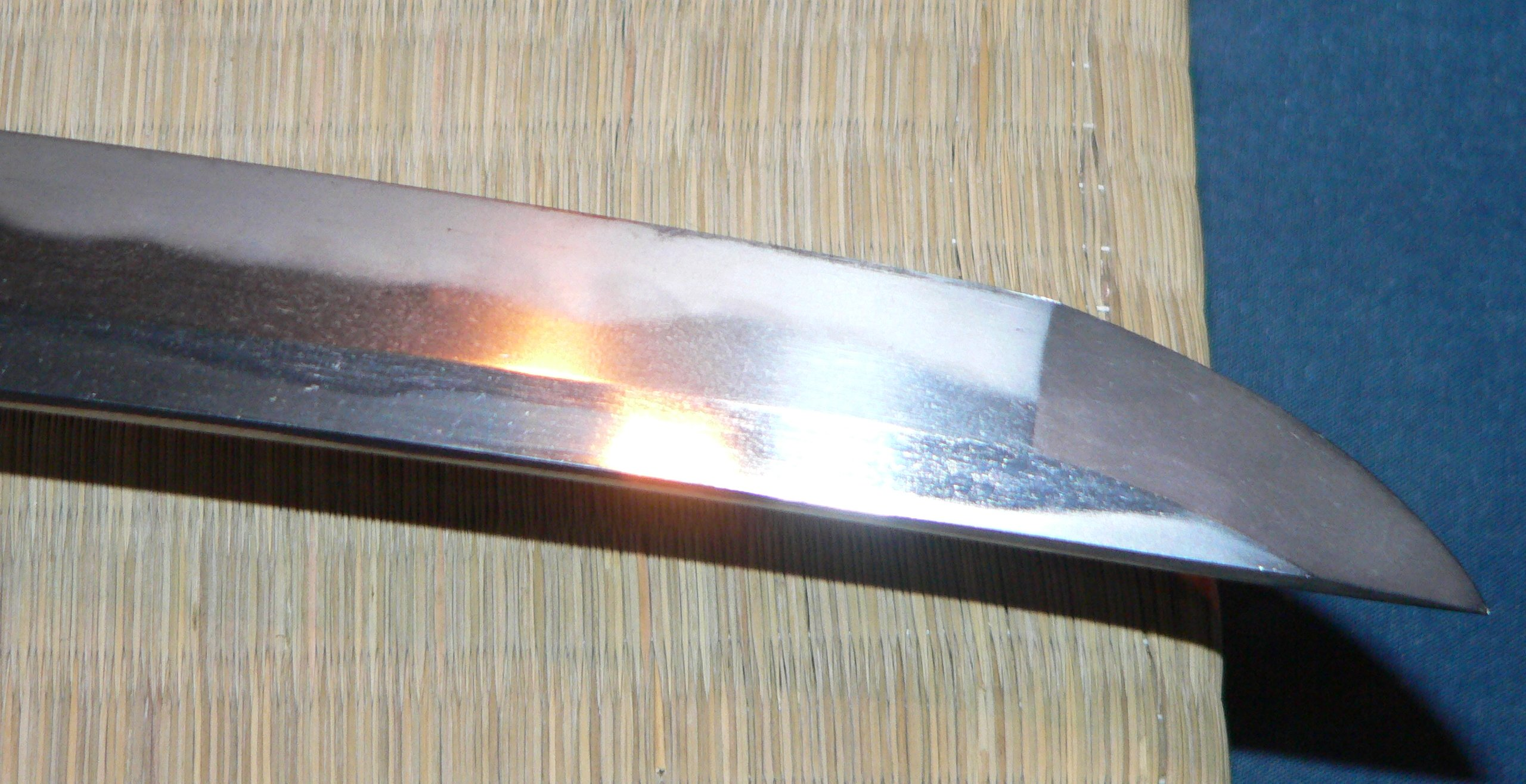
Tall i punta d'una catana.

Per crear el tall, s'utilitza un segon maó amb menor quantitat de doblatges en el seu procés (de 4 a 5 vegades). D'aquesta manera s'obté un acer més carbonatat, que ho fa extremadament dur, encara que més fràgil.
El segon maó es talla en trossos que puguin envoltar completament al primer maó. Es fica el conjunt en el forn i l'hi copeja successivament fins a portar-ho a la longitud que es desitgi (la normal és d'uns 80 cm).
Per donar-li la típica forma d'una fulla de catana, es copeja el rectangle fins a obtenir l'amplària necessària en el llom (que depèn del tipus de fulla), i després es copeja la part del tall fins a fer-ho extremadament fi (d'uns pocs mil·límetres), de manera que pugui tallar. També se li fa la forma del kisakki (punta) i la del nakago (la part que s'insereix en l'empunyadura).
Després d'un procés de desbastament amb pedres d'afilar de diferents grans amb el qual es dona la forma a la fulla, es procedeix a temperar-la. El temperat de l'acer consisteix a elevar la temperatura de la fulla fins al punt d'austenització, per després introduir-la en aigua freda de manera que es refredi ràpidament, la qual cosa li dona a l'acer una duresa extrema. L'explicació és que en elevar l'acer a aquesta temperatura, pren una estructura totalment nova denominada austenita i en refredar-se bruscament adquireix l'estructura de martensita de gran duresa. Les impureses d'aquest acer fan que es pugui temperar la fulla passada de temperatura (a una temperatura major que la temperatura d'austenització), formant-se a més un gra d'acer gruixut. Això no és possible en acers moderns, ja que es trenquen pel refredament tan brusc.
Per aconseguir que el tall resulti extremadament dur, com per tallar sense que es desgasti fàcilment, al mateix temps que el llom sigui més flexible per resistir els cops que va a rebre, entra en joc una altra de les característiques de la catana: el temperat diferenciat.
El que es fa és cobrir el llom amb una capa gruixuda d'argila (aquesta argila per al temperat té una composició que canvia segons el forjador, i a més de l'argila s'afegeix sorra, llimadures de ferro, cendra, etc.), i deixar el tall amb una fina capa que a més porta en la seva composició pols de carbó. S'escalfa tot en el forn i després es tempera introduint-ho en aigua freda. El llom, cobert amb més argila, es refreda molt més lentament que el tall, amb la qual cosa s'aconsegueix un tremp dur per al tall i un altre més tou per al llom. A més es produeix un efecte elemental: l'acer que més ràpidament s'endureix, «estira» al més tou, donant-li a la fulla la seva tan característic sori (corbesa).

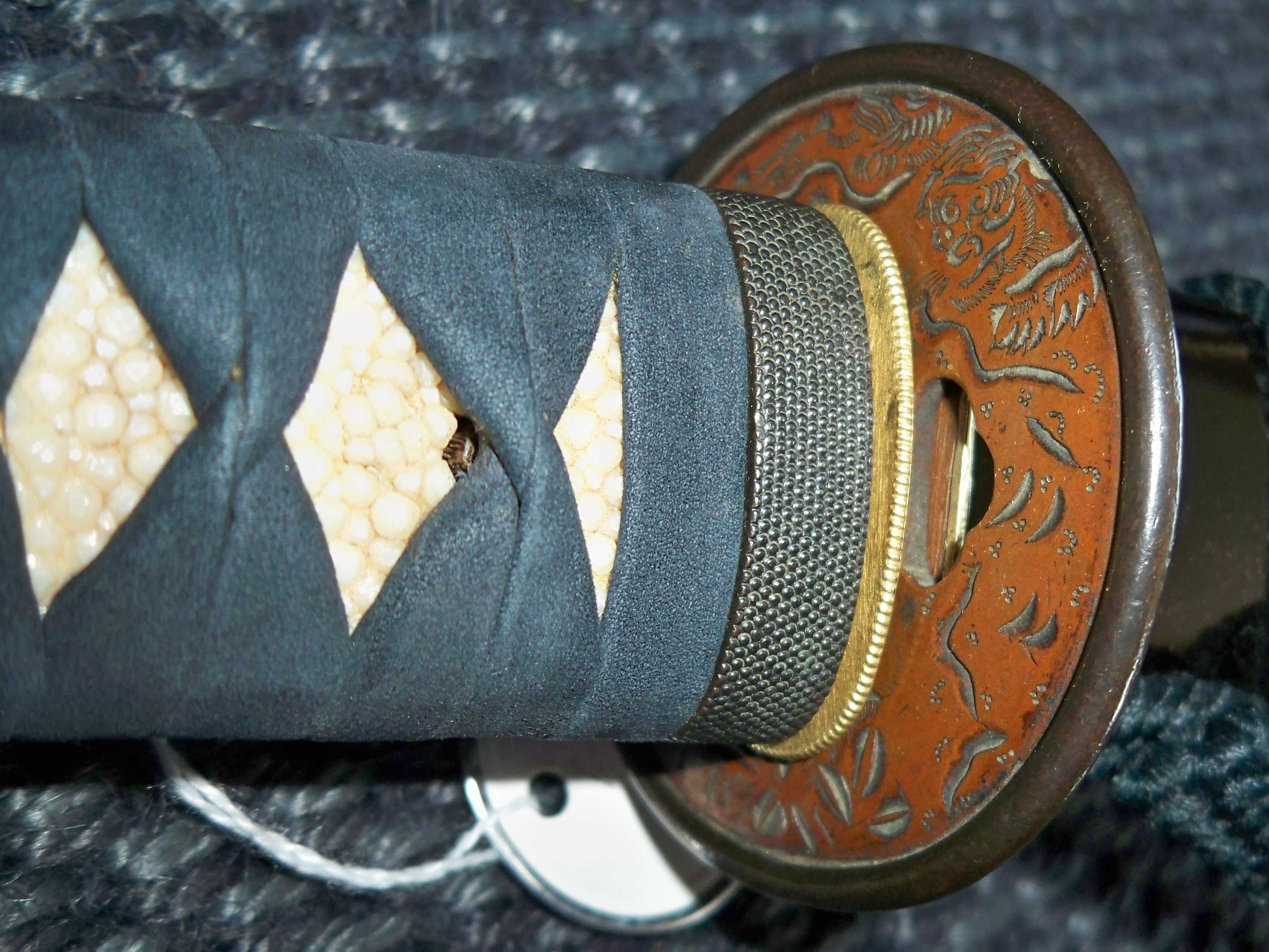
Tsuba d'una catana.

El hamon, o línia de temperat, tan característica en les catanes, no és sinó la zona de separació entre les diferents zones de temperat. Com l'argila es col·loca manualment, el hamon de cada catana és completament únic.
Ja només resta el lent i delicat procés de poliment final. És lent perquè es va passant la fulla per successives pedres cada vegada més fines, requerint hores de treball per cada centímetre de la fulla, i delicat perquè un poliment inexpert pot arruïnar la seva simetria. En aquest punt es practica el mekugi-ana (forat del nakago) on s'inserirà el topall que ho mantindrà fix en l'empunyadura.

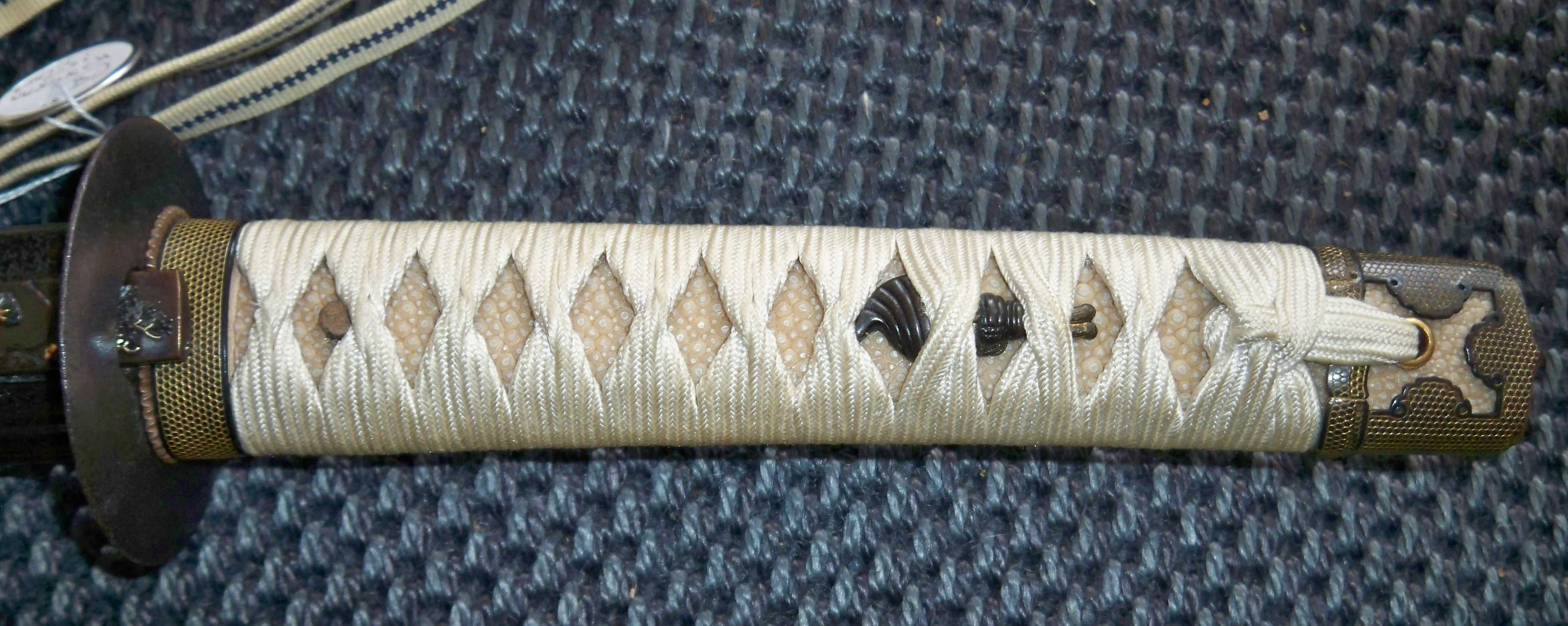
Tsuka d'una catana.

La creació completa de la fulla sol durar més d'un mes, però les millors catanes poden trigar fins a un any a ser fabricades completament. La fulla és només el primer pas.
Primer: s'ha de confeccionar el habaki, que és una peça que serveix de topall de la tsuba, i igualment serveix per ajustar la catana a la seva saya. El habaki es pot confeccionar de plata, bronze, coure, llautó o acer. En l'antiguitat el material més usat era el bronze. La forja del habaki consistia a prendre un bloc de bronze, elevar la seva temperatura fins a fer-ho mal·leable i després martellar-lo sobre la base del tall de la fulla, perquè adoptés la forma òptima de la zona a la qual pertany el seu assemblatge. Després se soldaria aquesta peça perquè tanqués el «cilindre triangular», que és la forma característica d'aquest component.
Segon: s'ha de fabricar la tsuba (guarda de la fulla). Es forja amb coure, ferro o altres metalls, amb gravats, dibuixos, incisions, incrustacions… Quan la catana estava enfundada, la tsuba era la part visible de la mateixa, i la que indicava l'estatus o el caràcter del seu amo, de manera que novament es tracta d'un procés delicat.
Després es talla la tsuka o empunyadura. Aquesta normalment està feta de fusta de roure recoberta de same (pell de rajada), per millorar la col·locació de l'ito (tires de cotó, cuir o seda) que es trenen sobre l'empunyadura augmentant l'agarri i comoditat, a més de donar-li el seu típic aspecte. Per facilitar el trenat s'usaven uns tascons de paper anomenats hishigamis a cada plec de l'ito.

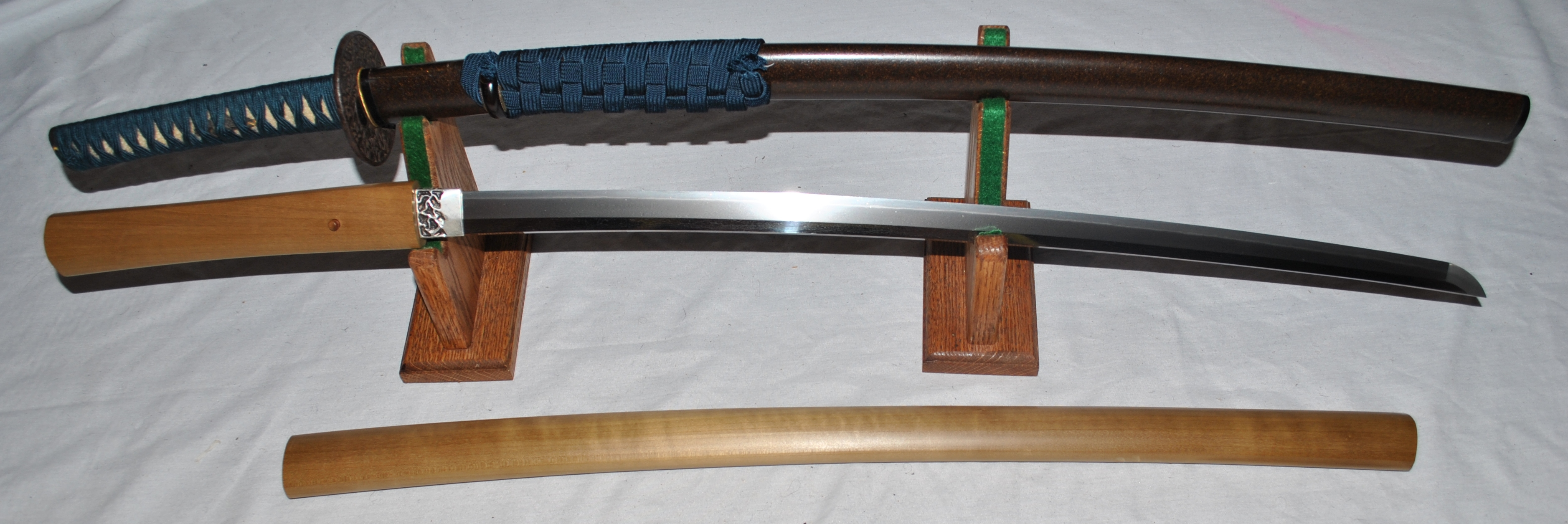
Catana amb la seva shirasaya i koshirae.

També han de realitzar-se en metall el fushi i la kashira, que estan decorats normalment seguint els mateixos dissenys i a joc també amb la tsuba i els menuki. Aquestes peces es col·loquen cadascuna a un extrem de la tsuka per evitar una possible obertura de les dues parts que la formen, ja que es peguen amb cola d'arròs solament. A més, per la kashira passa l'ito cap al costat oposat per formar l'últim nus allí, subjectant així a més la peça amb fermesa.
Els menuki són uns amulets realitzats en metall que poden tenir tota classes de formes; es col·loquen en la tsuka subjectes per l'ito de manera que quedin en contacte amb els dits, perquè es creia que aquests donaven sort, i eren en moltes ocasions un gran tresor familiar.
La fulla s'insereix en el seu interior i es fixa mitjançant un topall de metall o de bambú al mekugi-ana.
La saya (funda) es fabrica normalment de fusta de magnòlia lacada. La saya també pot decorar-se amb tires de rotten (semblant al vímet) o amb peces de same. Té incorporada una tira d'1,8 o 2 metres de cotó o cuir anomenat sageo, que es lliga al cinturó (obi) del hakama i que també pot ser usada com a corda auxiliar per subjectar coses o per capturar a un enemic. La boca de la saya, denominada koi-guchi, sol portar un reforç de banya de búfal per evitar el desgast per fregament amb la fulla.